# 刘体斌
刘体斌（1963年1月—），男，湖北仙桃人，高级会计师。

## 生平
杭州电子工业学院毕业。曾在四川长虹电器股份有限公司工作三十余年并任总经理。2017年，任四川省投资集团有限责任公司总经理。2022年11月被四川省监察委员会立案调查。